# Ceriagrion auranticum
Ceriagrion auranticum är en trollsländeart som beskrevs av Fraser 1922. Ceriagrion auranticum ingår i släktet Ceriagrion och familjen dammflicksländor. IUCN kategoriserar arten globalt som livskraftig. Inga underarter finns listade i Catalogue of Life.

## Bildgalleri

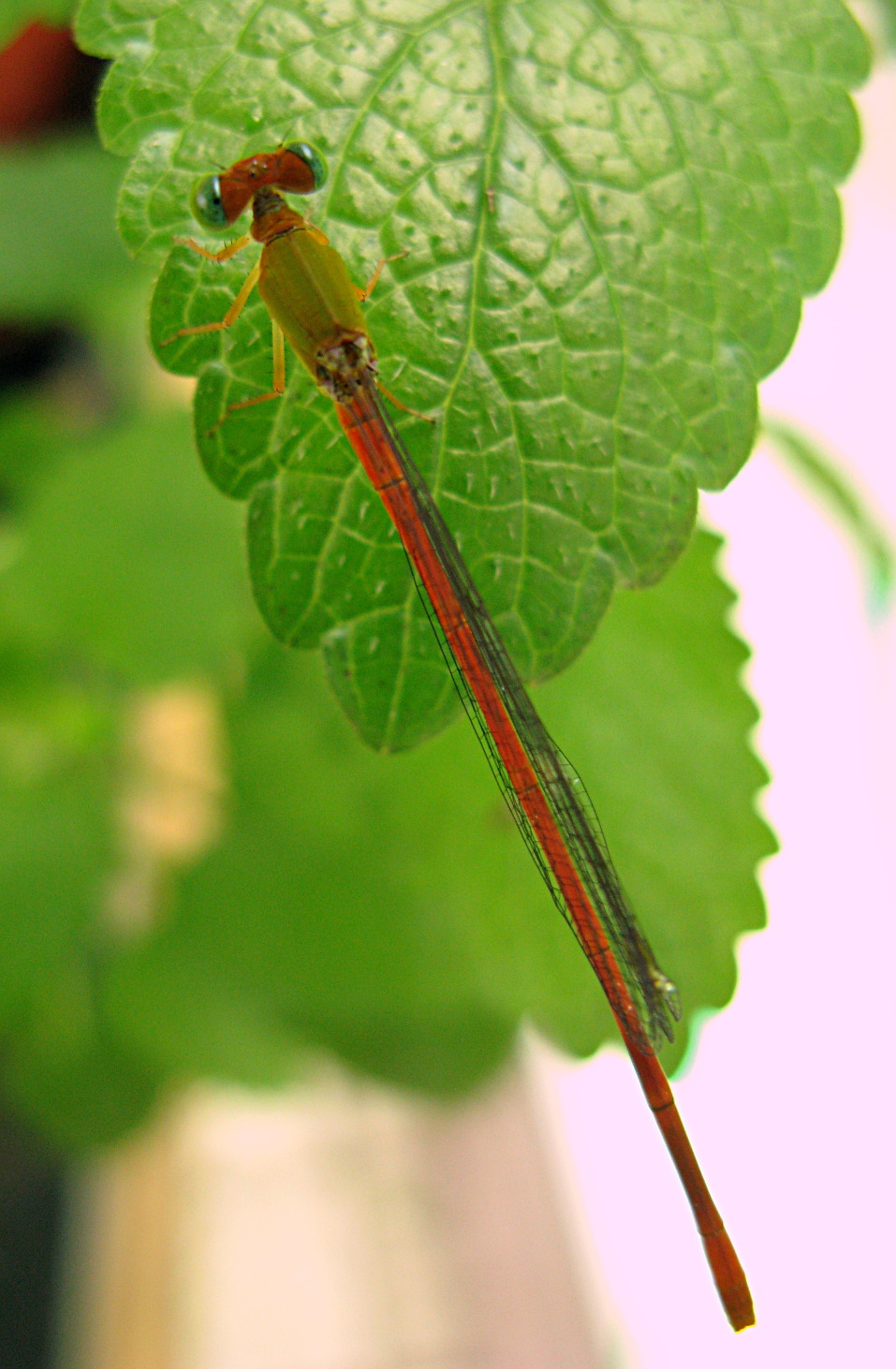